# Medalla de la Victòria a la II Guerra Mundial (Estats Units)
La Medalla de la Victòria a la II Guerra Mundial (anglès:World War II Victory Medal) és una medalla militar de l'Exèrcit dels Estats Units d'Amèrica creada el 6 de juliol de 1945 mitjançant una acta del Congrés. Era atorgada a qualsevol membre de les Forces Armades dels Estats Units que estigués al servei actiu en qualsevol data entre el 7 de desembre de 1941 i el 31 de desembre de 1946.
S'atorgava amb caràcter general a tots els soldats participants en la II Guerra Mundial.
També es va atorgar als membres de les Forces Armades Filipines.
Sovint s'atorgava una estrella de bronze sobre el galó, per denotar que el receptor havia servit en combat.
Inicialment s'instaurà simplement com un galó, sent anomenat "Galó de la Victòria"; però el 1946 ja s'establí com a medalla.
No hi havia un temps mínim de servei per obtenir-la, i es van donar casos de soldats que la reberen amb només uns dies de servei. Es va arribar al cas que va haver-hi soldats que havent-se allistat el 1946 la van rebre tot i no ser veterans de la guerra. El motiu és que el President Truman no declarà oficialment el final de les hostilitats fins al 1946.

## Disseny
Una medalla de bronze. L'anvers apareix Nice amb una espasa trencada, representant el poder trencat de l'Eix, i trepitjant el casc d'Ares, el Déu de la Guerra, representant el final del conflicte. Al seu darrere el sol comença a despuntar, representant l'albada de la pau. Apareix la llegenda "WORLD WAR II". Al revers apareix la inscripció "FREEDOM FOR FEAR AND WANT FREEDOM OF SPEECH AND RELIGION", (Llibertat de la Por i Voler Llibertat de Discurs i Religió), les "Quatre Llibertats" de Roosevelt, amb una branca de llorer al mig, i la inscripció "UNITED • STATES • OF • AMERICA • 1941 • 1945" al voltant.
Penja d'una cinta vermella de 37mm, i als costats hi ha una franja de 10mm amb el galó de la Medalla de la Victoria a la I Guerra Mundial, els colors de l'arc de Sant Martí, i que representen totes les nacions aliades. La franja vermella central representa el nou sacrifici de sang ofert pels combatents de la II Guerra Mundial. Les franges blanques que separen la franja vermella de les multicolors representen els raigs de nova esperança, i que hi hagi dues bandes multicolors és en referència al fet que es tractava del segon conflicte global.